# Manchester Blitz
Der Manchester Blitz war eine Reihe  schwerer Bombenangriff der deutschen Luftwaffe auf die Stadt Manchester und ihre Umgebung in Nordwest England im Rahmen der Luftschlacht um England während des Zweiten Weltkriegs. Manchester und Umgebung bildeten als Binnenhafen- und Industriezentrum der Kriegsproduktion ausgewählte Ziele für die Luftwaffe.

## Angriffe auf Manchester 1940
Erste deutsche Luftangriffe auf Manchester begannen im August 1940 und führten September desselben Jahres zu Zerstörungen am Palace Theatre in der Oxford Street.
Die schwersten Angriffe erfolgten in den Nächten vom 22. zum 23. und vom 23. zum 24. Dezember 1940. Bei diesen wurden schätzungsweise 684 Menschen getötet und mehr als 2000 verletzt. Zu den großen beschädigten Gebäuden gehörten die Kathedrale von Manchester, die Royal Exchange, die Free Trade Hall und die Manchester Assize Courts. In der Nacht vom 22. auf den 23. Dezember wurden 272 Tonnen Sprengstoff abgeworfen, in der darauffolgenden Nacht weitere 195 Tonnen. In den beiden Nächten wurden außerdem fast 2000 Brandbomben auf die Stadt abgeworfen. Die Flugzeuge verteilten sich fächerförmig über die Stadt und wendeten die bis dahin bekannte Taktik an, zunächst Leuchtraketen, dann Brandbomben und Sprengstoff abzuwerfen, wobei spätere Wellen auf die durch die früheren Angriffe verursachten Brände abzielten.
Auch das benachbarte Salford, Stretford und andere Bezirke wurden durch die Bombardierung schwer beschädigt. Schätzungen zufolge wurden in Salford mehr als 215 Menschen getötet und 910 verletzt, und mehr als 8000 Häuser wurden beschädigt oder zerstört. In Stretford wurden dreiundsiebzig Menschen getötet und viele weitere verletzt.

## Weitere Angriffe 1941 bis 1944
Manchester wurde während des gesamten Krieges von der Luftwaffe bombardiert und war Ziel von V-1-Bomben aus der Luft.
Am 11. März 1941 wurde das Fußballstadion Old Trafford, die Heimstätte des Manchester United F.C., von einer Bombe getroffen, die auf den Industriekomplex Trafford Park gerichtet war. Die Bombe zerstörte das Spielfeld und demolierte die Tribünen. Nach dem Krieg wurde das Stadion wiederaufgebaut und 1949 wiedereröffnet. Bis dahin spielte United im Maine Road Stadion von Manchester City.
Im Juni 1941 wurde das Polizeipräsidium durch deutsche Bomben beschädigt. Ebenso wie das frühere Salford Royal Hospital in der Chapel Street, wobei 14 Krankenschwestern ums Leben kamen.
An Heiligabend 1944 warfen Heinkel He 111-Bomber, die über der Küste von Yorkshire flogen, 45 Flugbomben auf Manchester ab. In Manchester selbst landete keine V-1, aber im benachbarten Oldham wurden 27 Menschen durch eine verirrte Bombe getötet. Weitere 17 Menschen wurden anderswo getötet und insgesamt 109 verwundet. De Havilland Mosquitos der RAF schossen einen deutschen Bomber über der Nordsee ab und beschädigten einen anderen schwer, so dass er in Deutschland abstürzte.